# Willem Karel Dicke
Pour les articles homonymes, voir Dicke.
Willem Karel Dicke (15 février 1905 à Dordrecht - 27 avril 1962, De Bilt) est un pédiatre hollandais qui fut le premier à développer le régime sans gluten et à montrer que dans la maladie cœliaque certains types de farine provoquaient la rechute.

## Biographie
De 1922 jusqu'en 1929, Willem Dicke étudie la médecine à Leyde, se spécialise ensuite en pédiatrie à l'hôpital pour enfants Juliana de la Haye de 1929 jusqu'en 1933. En 1936, âgé de seulement 31 ans, il devient le directeur médical de l'hôpital. Dans les années 1940 et 1950, il promeut le régime sans gluten, en changeant le mode de traitement et le destin d'enfants malades de la maladie cœliaque. En 1957, il est nommé professeur de l'université d'Utrecht et devient directeur médical de l'hôpital pour enfants Wilhelmina.
La Société de gastroentérologie des Pays-Bas institue en son honneur une décoration pour récompenser la recherche de pointe dans le domaine, et Willem est le premier à recevoir la médaille d'or Dicke.